# 마테아스 델리치
마테아스 델리치(Mateas Delić, 1988년 6월 17일 ~ )는 크로아티아의 축구 선수이다. 현재 슬라벤 벨루포에서 활약하고 있다.
등록명은 <델리치>이다